# Wyk (Polen)
Wyk ist eine Ortschaft in der Landgemeinde Zbójna im Powiat Łomżyński der Woiwodschaft Podlachien im Nordosten von Polen. Wyk liegt etwa 8 km westlich des Hauptortes Zbójna, 29 km nordwestlich von Łomża und 101 km westlich der Woiwodschafts-Hauptstadt Białystok. Von 1975 bis 1998 gehörte Wyk zur Woiwodschaft Łomża, die dann Bestandteil der Woiwodschaft Podlachien wurde.